# Villers-sous-Saint-Leu
Villers-sous-Saint-Leu is een gemeente in het Franse departement Oise (regio Hauts-de-France). De plaats maakt deel uit van het arrondissement Senlis. Villers-sous-Saint-Leu telde op 1 januari 2022 2.301 inwoners. Het ligt aan de rivier de Oise.

## Geografie
De oppervlakte van Villers-sous-Saint-Leu bedroeg op 1 januari 2022 4,37 vierkante kilometer; de bevolkingsdichtheid was toen 526,5 inwoners per km².

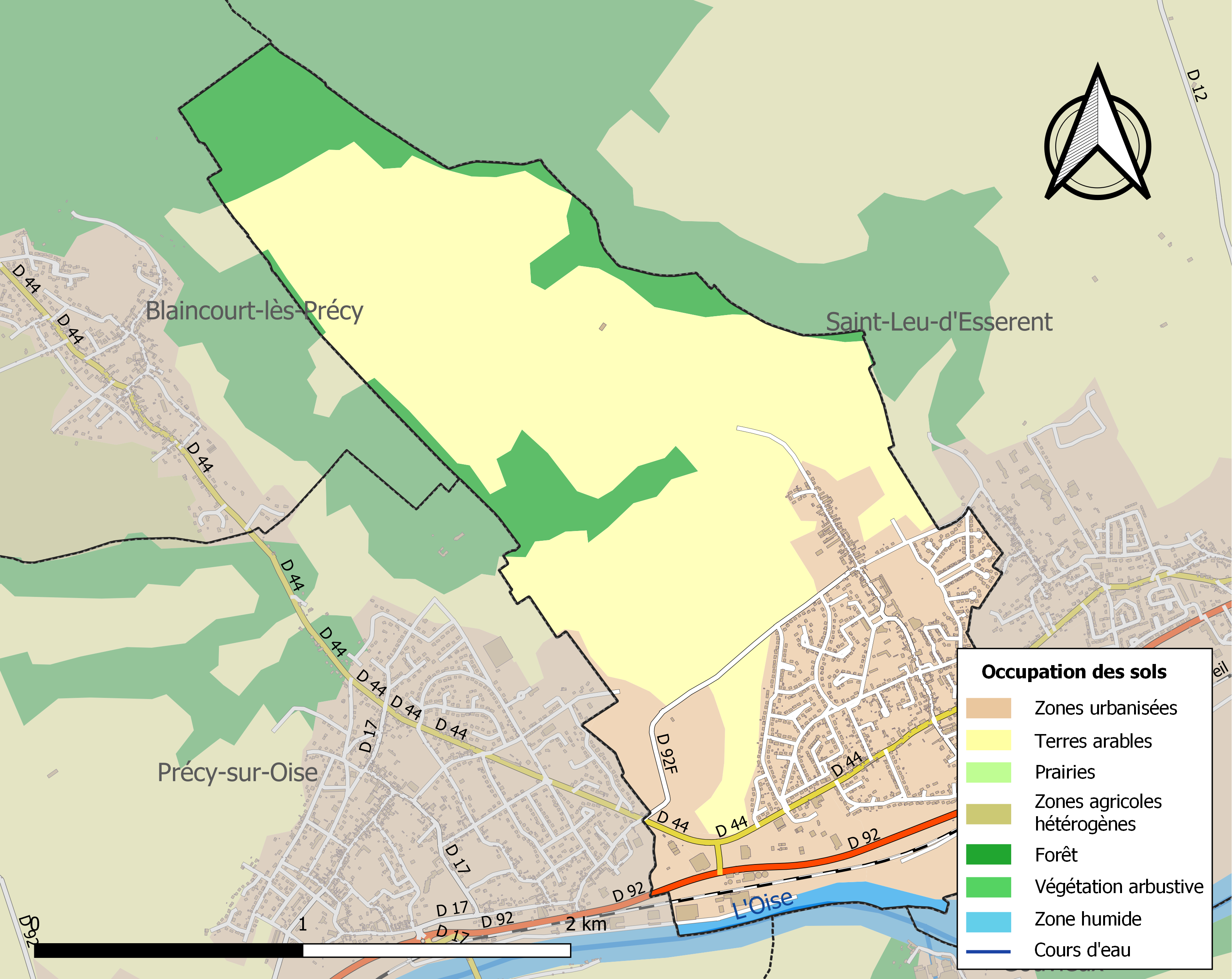
Kaart van de gemeente met belangrijkste infrastructuur, bodemgebruik en omliggende gemeenten

## Demografie
Onderstaande figuur toont het verloop van het inwonertal, bron: INSEE-tellingen. 

## Websites
- (fr)  Statistische informatie op de website van INSEE